# マンティネイアの戦い (紀元前362年)
マンティネイアの戦い（英：Battle of Mantinea）はアルカディアのマンティネイアにて紀元前362年にテーバイを中心とするボイオティア同盟軍とアテナイ・スパルタ・マンティネイア連合軍との間で戦われた会戦である。

## 背景
紀元前362年、テゲアを中心としたアルカディア人とマンティネイア人との間で紛争が起こり、テゲア人はボイオティアに、マンティネイア人はアテナイとスパルタに援助を請うた。これを受け、テーバイの将軍エパメイノンダスは四度目となるペロポネソス半島への遠征を開始した。彼はアテナイ軍をネメアで待ち構えたが、アテナイ軍は海路を取ってアルカディアへ向ったためにそれを捕捉することができなかった。そこで彼はテゲアへと向った。
スパルタ王アゲシラオス2世率いるスパルタ軍もまたアルカディアに出撃し、これを知ったエパメイノンダスはがら空きのスパルタを攻撃しようと考えた。これを知ったアゲシラオスは遠征先から本国に伝令を送り、すぐさま援軍に駆けつけると述べ、軍を反転させた。
エパメイノンダスは夜を徹してスパルタに進軍して包囲したが、いち早く到着したアゲシラオスはこれを迎え撃ち、スパルタを守り抜いた。その夜、エパメイノンダスはテゲアに戻り、歩兵部隊を休ませつつマンティネイアへと騎兵部隊を送った。ヘゲシレオス率いるアテナイ軍6000人がマンティネイアへの援軍として来ており、アテナイ騎兵とテーバイ・テッサリア騎兵との間で戦いが起こり、アテナイ騎兵が勝利した。その後、エパメイノンダスは歩兵部隊を率いてマンティネイアへ向かい、スパルタ軍もマンティネイアへやってきたため、戦いとなった。

## 布陣
ボイオティア軍は左翼をエパメイノンダスが率いるボイオティア軍が、右翼をアルゴス軍が占め、中央はエウボイア軍、ロクリス軍、シキュオン軍、メッセニア軍、マリア軍、アエニアニア軍、テッサリア軍、その他の同盟国軍が占めた。一方、アテナイ・スパルタ・マンティネイア連合軍はマンティネイア軍とアルカディア軍がスパルタ軍と共に右翼を、アテナイ軍が左翼を、その他同盟軍が中央を占めた。そして、両軍とも騎兵を両翼に配置した。

## 戦い
戦いが始まると、ボイオティア連合軍右翼に配置されたテーバイ騎兵と軽装歩兵がアテナイ騎兵に襲い掛かり、敗走させた。しかし後置されていたエリス騎兵の支援を受け、アテナイ騎兵は逆襲を開始し、テーバイ騎兵を敗退させてその多くを殺した。しかし、左翼の騎兵戦ではボイオティア連合軍が優勢に立ち、そのテッサリア騎兵がマンティネイア勢を圧迫していた。
歩兵同士の戦いにおいては、ボイオティア軍とスパルタ軍が激戦を繰り広げた。その最中、エパメイノンダスは自らの働きと勇気で以って勝利を得ようとし、手勢を引き連れて敵に攻撃を仕掛けた。彼は槍を放ってスパルタ軍の指揮官の一人を殺し、敵を押しに押した。
敵の総司令官が最前線に出張っているのを見て取ると、スパルタ側は祖国の命運がエパメイノンダス一人の死にかかっていると考え、多くの損害を出しながらも戦い、彼に攻撃を集中させた。彼は雨霰と降り注いだ矢玉をかわし、払いのけ、それを敵に投げ返しさえしたが、敵の放った槍を胸に受け、倒れた。彼に致命傷を負わせたのはアンティクラテスなるスパルタ人であるとプルタルコスは述べているが、パウサニアスは同時代の歴史を著述したクセノポンの息子グリュロスであるとしている（ちなみにグリュロスはこの戦いで戦死した）。しかし、同時にボイオティア軍はスパルタ軍を突き崩し、敵を敗走させた。ボイオティア軍は敵を短時間追撃した後、勝利の証として戦場と戦死者の遺体を確保しようとして、また総司令官の死によって十分な追撃ができなかったため戦場に戻った。

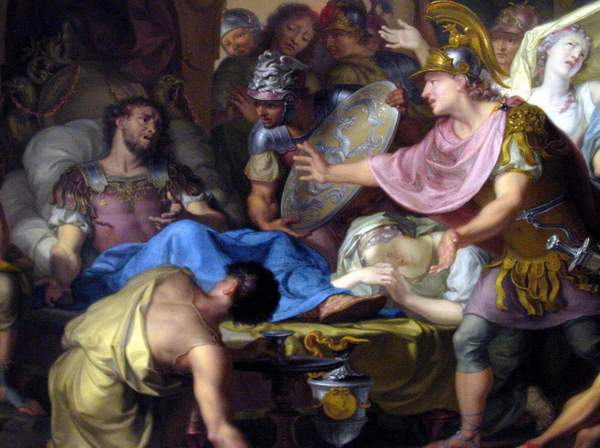
イザーク・ワラベン「エパメイノンダスの死」

陣営に運ばれたエパメイノンダスは軍の指揮権を引き継がせるために指揮官の一人ダイファントスを呼ぼうとしたが、彼は戦死したと聞くと、次はイオライダスを呼んで欲しいと言った。しかし、彼もまた戦死してしまったと聞くと、テーバイには指揮官は残っていないと言って敵と講和するよう指示した。そして、「満足のいく人生であった。敗北を知らずに死ねるのだから」と言って落命した。あるいは彼の最後の言葉は「私は自らの勝利を、即ちレウクトラとマンティネイアという二人の娘を残すのだ」であったとも伝えられる。

## その後
この戦いの後、双方が勝利を主張したものの、交戦国の間で和平が結ばれた。この戦いでボイオティア同盟軍は勝利を得たものの、エパメイノンダスをはじめとする多くの有能な将軍を失った。そして、テーバイの覇権は彼の個人的な才覚に依存していたため、これ以降テーバイはギリシアの覇権を維持できなくなり、衰退の道を歩むこととなった。

## 註
1. 1 2  ディオドロス, XV. 82
2. ↑  クセノポン, VII. 5. 6, 7
3. ↑  ibid, VII. 5. 9, 10
4. ↑  クセノポン, VII. 5. 11-13
5. ↑  ibid, VII. 5. 14
6. ↑  ibid, VII. 5. 16, 17
7. ↑  ディオドロス, XV. 83-84
8. ↑  ibid, XV. 85
9. 1 2  クセノポン, VII. 5. 25
10. ↑  ディオドロス, XV. 85
11. ↑  ibid, XV. 86
12. 1 2  ネポス, 「エパメイノンダス」, 9
13. 1 2 3  ディオドロス, XV. 87
14. 1 2  プルタルコス, 「アゲシラオス」, 35
15. ↑  パウサニアス, VIII. 11. 6; IX. 15. 5
16. ↑  アイリアノス, XII. 3
17. ↑  クセノポン, VII. 5. 26